# WAS-2104
Der ВАЗ-2104, deutsche Transkription WAS-2104, international gebräuchliche Transkription VAZ-2104, ist ein von AwtoWAS in Toljatti hergestellter Kombinationskraftwagen aus der Schiguli-Reihe. Seine Technik teilt er sich mit dem WAS-2105. In Westeuropa wurde der Wagen unter dem Handelsnamen Lada verkauft.
Der WAS-2104 galt zur Zeit des eisernen Vorhanges als beliebtestes Modell der Schiguli-Reihe und „besser“ als ein Trabant 601 Universal oder Wartburg 353 Tourist. In RGW-Staaten war die Verfügbarkeit des WAS-2104 äußerst gering, da die meisten Exemplare primär für den Export nach Westeuropa gebaut wurden und nur eine geringe Stückzahl entstand; zwischen 1984 und 2012 liefen rund 1,1 Millionen Exemplare von den Bändern, was nur rund 6,4 % der gesamten Schiguli-Produktion entspricht.

## Baumuster
Es gibt verschiedene Baumuster des WAS-2104, die sich vor allem in der Motorisierung voneinander unterscheiden:
- WAS-2104: Basisversion, 1,3-Liter-Motor
- WAS-21041: 1,2-Liter-Motor WAS-2101
- WAS-21043: 1,45-Liter-Motor WAS-2103

- WAS-21043-00: Standardausführung
- WAS-21043-01: Normalausführung
- WAS-21043-02: Luxusausführung

- WAS-21044: 1,7-Liter-Motor mit Saugrohreinspritzung
- WAS-21045: 1,5-Liter-Dieselmotor WAS-341, 37 kW (für Export)
- WAS-21046: Rechtslenkerausführung des 2104
- WAS-21047: 1,45-Liter-Motor, Frontschürze des WAS-2107
- WAS-21048: 1,8-Liter-Turbodieselmotor

Quelle

## Beschreibung

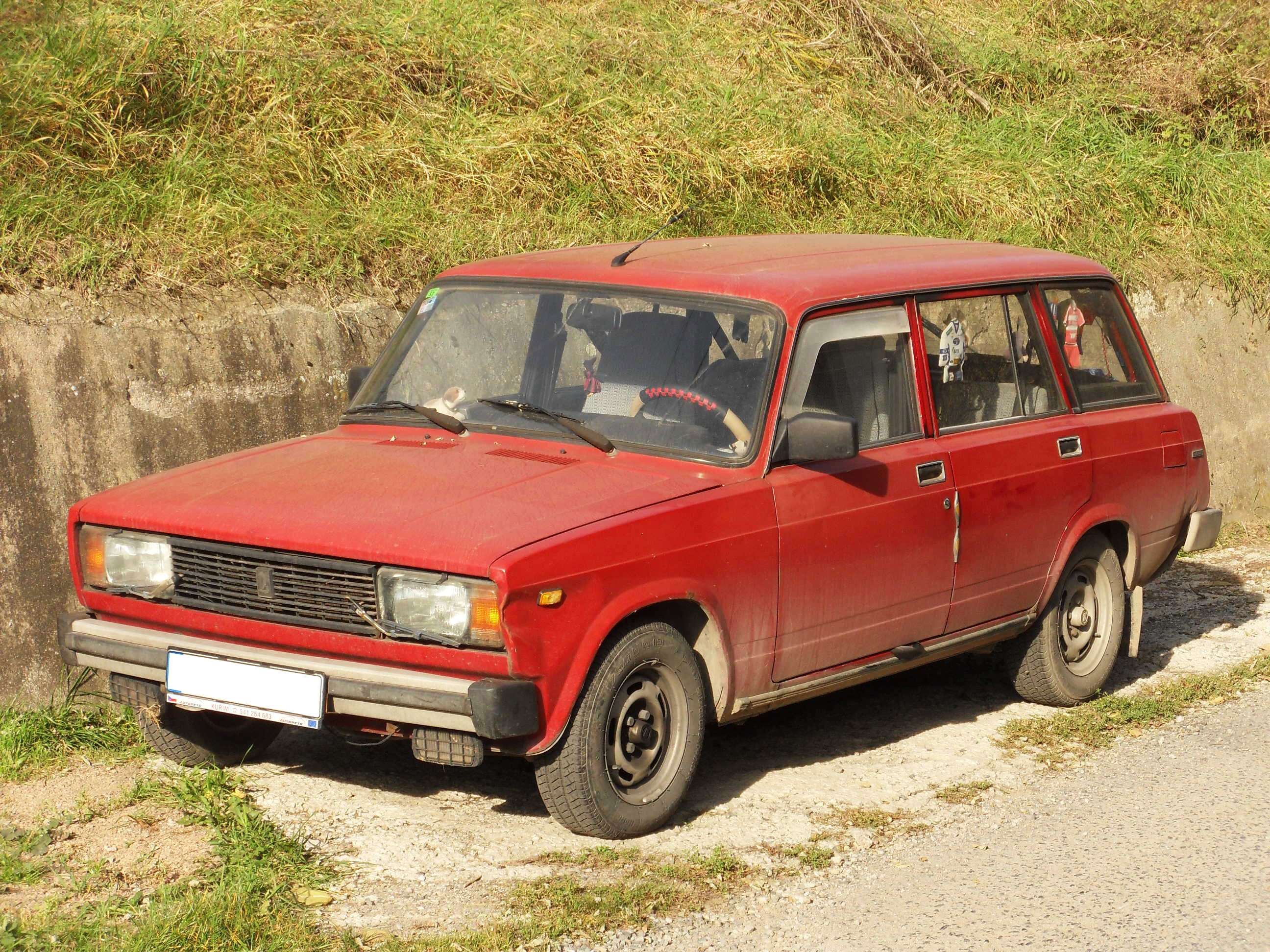
WAS-2104 für den Export nach Westeuropa

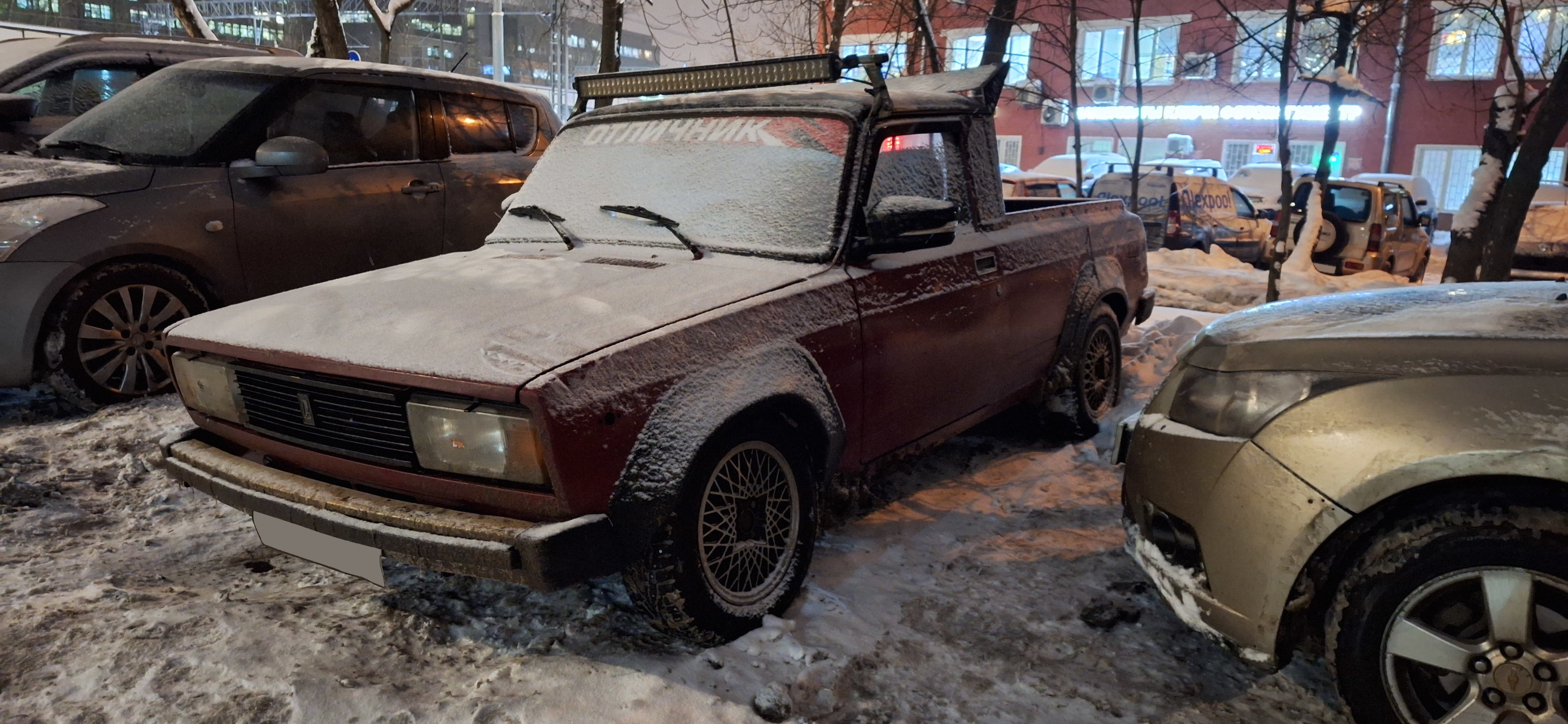
WAS-2104-33

Wie auch alle anderen Schiguli-Modelle ist der WAS-2104 ein Lizenznachbau des Fiat 124, einer Limousine mit selbsttragender Karosserie, längs eingebautem Frontmotor und Hinterradantrieb. Der WAS-2104 unterscheidet sich aber in vielen Details von diesem Fahrzeug; wichtigster Unterschied ist der Motor, der bei den meisten WAS-2104 serienmäßig – anders als beim Fiat 124 – ein 1,3-Liter-Motor mit von einem Zahnriemen getriebener obenliegender Nockenwelle ist.
Auch hat der WAS-2104 einige Besonderheiten, die sich bei anderen Schigulis nicht finden. So hat der WAS-2104 einen anderen Heckabschluss mit schmaleren Heckblechen als der WAS-2105. Die Hecktür ist wegen der großen Rückleuchten etwas schmaler als die des Vorgängers WAS-2102.

### Innenraum und Ausstattung
Der Innenraum entspricht bis auf das Heck jenem des WAS-2105. Er ist mit Kunstleder und robusten Teppichen ausgekleidet. Die Sitze bieten verhältnismäßig geringen Seitenhalt. Bei Fahrten auf der Autobahn ist der Innengeräuschpegel recht hoch. Die Reserveradmulde und der Kraftstofftank sind unterhalb des Kofferraumbodens eingebaut, die Rücksitzbank kann umgeklappt werden, sodass sich eine ebene Ladefläche ergibt. Modelle für den Export nach Westeuropa erhielten große Außenspiegel (siehe rotes Fahrzeug rechts), während Modelle für den Verkauf innerhalb des RGW-Gebietes schmale Außenspiegel erhielten (siehe Bild in der Infobox). Ab Frühjahr 1988 erhielten alle Modelle eine Heckscheibenheizung und einen Heckscheibenwischer.

### Fahrwerk
Die Vorderräder sind einzeln an ungleich langen Dreiecksquerlenkern mit Schraubenfedern und Teleskopstoßdämpfern aufgehängt. Es gibt weiters einen Querstabilisator. Die schraubengefederte Hinterachse ist starr, sie wird mit vier Längslenkern und in seitlicher Richtung von einem Panhardstab geführt. Auch hier sind hydraulische Teleskopstoßdämpfer eingebaut. Der WAS-2104 hat Felgen der Größe 5,5 J × 13 in mit Reifen der Größe 165 SR 13. Die Bremsanlage ist eine hydraulische Zweikreisbremsanlage mit 253-mm-Scheiben vorne und Trommeln hinten. Die Handbremse wirkt mechanisch auf die Hinterräder. Die Lenkung ist eine Schnecken-Rollen-Lenkung.

### Motor und Antriebsstrang
Serienmäßig ist im WAS-2104 ein 1,3-Liter-Ottomotor mit zahnriemengetriebener obenliegender Nockenwelle eingebaut. Später gab es auch andere Motoren, unter anderem einen 1,5-Liter-Ottomotor, einen 1,7-Liter-Ottomotor sowie Dieselmotoren. Nachfolgend wird der 1,3-Liter-Motor näher beschrieben.
Der Motor ist ein wassergekühlter und freisaugender Vierzylinderreihenmotor mit Nasssumpfschmierung, Graugussmotorblock, Gegenstromzylinderkopf. Zylinderkopf und Zylinderkopfhaube bestehen aus Aluminiumdruckguss. Die obenliegende Nockenwelle wird über einen Zahnriemen angetrieben. Sie betätigt über Schlepphebel die hängenden Ventile, je Zylinder ein Einlassventil und ein Auslassventil. Die Kolben haben Ventiltaschen, die so ausgeformt sind, dass beim Reißen des Zahnriemens die Ventile den Kolben selbst im oberen Totpunkt nicht berühren können. Der Motor kann also beim Reißen des Zahnriemens keinen Motorschaden erleiden. Das Kraftstoffluftgemisch wird mit einem Fallstromregistervergaser Typ Weber 32 DCR gebildet. Die Zündanlage arbeitet mit einem Unterbrecherkontakt. Der Zündverteiler wird über eine Zwischenwelle angetrieben. Der Motor leistet 48 kW (gemessen nach GOST-Standard) beziehungsweise 44 kW (gemessen nach DIN-Standard).
Vom Motor wird das Drehmoment über eine Einscheibentrockenkupplung, ein Vierganggetriebe und eine Kardanwelle auf die Hinterräder übertragen. In Kombination mit dem 1,5-Liter-Motor war auch ein Fünfganggetriebe für den WAS-2104 verfügbar. Geschaltet werden die Getriebe nach dem H-Schaltschema mit einem Schaltknüppel in der Wagenmitte.

## Technische Daten
| Kenngrößen                      | ВАЗ-2104 |
| ------------------------------- | --- |
| Baujahr                         | 1987 |
| Masse, Fahrbereit               | 1020 kg |
| Maximal zulässige Gesamtmasse   | 1475 kg |
| Länge                           | 4128 mm |
| Breite                          | 1620 mm |
| Höhe                            | 1446 mm |
| Radstand                        | 2424 mm |
| Wendekreisdurchmesser           | 11.200 mm |
| Bodenfreiheit                   | 160 mm |
| Motorbaumuster                  | ВАЗ-2105 |
| Motorbauart                     | Reihenvierzylinderottomotor, Viertakt, freisaugend, flüssigkeitsgekühlt, Gegenstromzylinderkopf, längs über der Vorderachse eingebaut |
| Ventilsteuerung                 | SOHC-Ventilsteuerung mit Zahnriemenantrieb, Ventilbetätigung über Schlepphebel                                                        |
| Gemischaufbereitung             | 1 × Fallstromsregistervergaser Weber 32 DCR                                                                                           |
| Hubraum                         | 1294 cm3 |
| Nennleistung (GOST-14846-81)    | 48 kW (65 PS) bei 5600 min−1 |
| Max. Drehmoment (GOST-14846-81) | 93 N·m bei 3400 min−1 |
| Höchstgeschwindigkeit           | 135 km/h |
| Beschleunigung, 0–100 km/h      | 18,5 s |
| Kraftstoffverbrauch             | 7–9 l/100 km |
| Kraftstoffbehältervolumen       | 45 l |
| Quelle                          | [ 1 ] |